# Cycloctenus robustus
Cycloctenus robustus là một loài nhện trong họ Deinopidae.
Loài này thuộc chi Cycloctenus. Cycloctenus robustus được miêu tả năm 1878 bởi Ludwig Carl Christian Koch.